# Marion Ramsey
Marion Ramsey (ur. 10 maja 1947 w Filadelfii, zm. 7 stycznia 2021 w Los Angeles) – amerykańska aktorka, występowała w roli Laverne Hooks w serii filmów Akademia Policyjna.

## Filmografia

### Filmy
- Sekrety rodzinne (1984)
- Akademia Policyjna (1984)
- Akademia Policyjna 2: Pierwsze zadanie (1985)
- Akademia Policyjna 3: Powrót do szkoły (1986)
- Akademia Policyjna 4: Patrol obywatelski (1987)
- Akademia Policyjna 5: Misja w Miami Beach (1988)
- Akademia Policyjna 6: Operacja Chaos (1989)
- Maniacts (2001)
- Przepis na kataklizm (2003); film TV
- Lord Help Us (2004)
- The Stolen Moments of September (2004)
- Return to Babylon (2008)
- DaZe: Vol. Too (sic) - NonSeNse (2010)

### Seriale telewizyjne
- The Jeffersons (1976) (gościnnie)
- Cos (1976)
- MacGyver (1990) (gościnnie)
- Beverly Hills 90210 (1991) (gościnnie)
- Johnny Bago (1993) (gościnnie)
- Daddy Dearest (1993) (gościnnie)
- Pomoc domowa (1994) (gościnnie)
- Robot Chicken (2006) (gościnnie)
- Tim end Eric Awesome Show, Great Job! (2009) (gościnnie)